# Brahmaputra

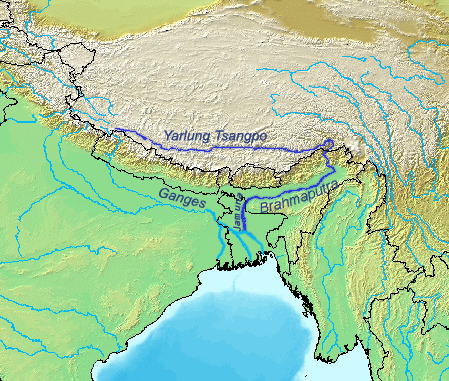
Mapa del riu Brahmaputra.

El Brahmaputra anomenat Yarlung Tsangpo al Tibet i Jamuna a Bangladesh, és un dels principals rius de l'Àsia. Neix al Tibet i travessa la República Popular de la Xina, l'Índia i Bangladesh.

## Recorregut
Neix al sud-oest del Tibet en el llac de Mansarovar, forma el Gran Canyó Yarlung Zangbo, el canyó més profund del món amb uns 1.500 metres de profundtat, i flueix 1.540 km d'est a oest i una longitud total 2.900 km de llarg des del sud del Tibet fins a travessar l'Himàlaia per acabar desembocant, després d'unir-se al riu Ganges i formar un gran delta, a Bangladesh. Encara que el riu no circula per Bhutan, el 96% de les aigues del país acaben a la seva conca. Fa uns i és navegable en gran part del seu recorregut, amb nombrosos ponts que creuen les dues ribes, i d'altres en planejament. El curs inferior del riu és sagrat per l'Hinduisme.
Els kachari va anomenar el riu "Dilao" o "Tilao". Els primers relats grecs de Quint Curci Ruf i Estrabó donen el nom de Dyardanes i Oidanes. En el passat, el curs inferior del Brahmaputra era diferent i passava pels districtes de Jamalpur i Mymensingh, i per un terratrèmol de magnitud 8,8 que va tenir lloc el 2 d'abril de 1762, des de l'est de Dhaka fins a 150 quilòmetres a l'oest a través del riu Jamuna. El cabal del Brahmaputra va canviar radicalment després del terratrèmol de 1950 quan es van dipositar grans quantitats de sediment al riu fent que les inundacions siguin més probables.
La conca del riu Brahmaputra té 651.334 km2i és un bon exemple de riu trenat a la vall de Bangladesh, serpenteja força i sovint forma barres de sorra temporals. Les ribes del riu són majoritàriament sorres i llims dèbilment cohesionats, que solen erosionar-se a causa de la fallida de les lloses a gran escala, on els materials dipositats prèviament sofreixen erosió i erosió dels bancs durant els períodes d'inundació. Actualment, la taxa d'erosió del riu ha disminuït fins als 30 milions anuals en comparació amb els 150 milions anuals del 1973 al 1992. Aquesta erosió, però, ha destruït tantes terres que ha provocat que 700.000 persones quedin sense llar a causa de la pèrdua de terres.

### Curs alt
El curs alt del riu transcorre per 1.650 km des de la font fins a la frontera indoxinesa travessant l'altiplà del Tibet al nord de l'Himalaia i circulant en paral·lel a uns 160 de les muntanyes en direcció est, amb una alçada de 3.000 a 5.000 metres, recollint diverses glaceres. En aquest traçat el riu es coneix com Tsang Po (el purificador), i és navegable entre Pindzoling i Gyatsa Dzong, uns 650 km. A partir de Gyatsa Dzong el riu entra en una zona de canyons i cascades i ràpids, i s'hi uneix el seu afluent Tsangpo-Po. Després de fer de frontera uns quilòmetres i entrar a l'Índia en direcciñño sud, se'l coneix com a Siang.

### Curs mitjà
El cur mitjà transcorre per 918 quilòmetres a l'Índia, 278 d'ells en l'estat d'Arunachal Pradesh i despés travessant una vall de 640 km de llarg i una amplada de 64 a 90 km d'amplada, limitada per l'Himalaia al Nord, les Patkai a l'est, i les muntanyes de Meghalaya al sud a l'estat d'Assam. A la plana es troba amb dos dels afluents principals, el Dibong, del nord-est i el Lohit de l'est. A partir d'aquesta unió es coneix com Brahmaputra.

### Curs baix
El cur mitjà transcorre per 337 quilòmetres des de la frontera de l'Índia i Bangladesh, circulant enterament per aquest país en direcció sud fins unir-se al riu Ganges i formar un gran delta a la badia de Bengala. En el tram des de la confluència amb el Tista a Bahadurabad fins a Goalund el riu es coneix com Jamuna. A Goalund conflueix amb el Ganges, que arriba de l'oest, i flueixen junts uns 80 quilòmetres com a Ganga-Padma fins unir-se amb el Meghna, fluint junts uns altres 32 km, trifurcant-se en tres calans que desguassen al delta.

## Geologia
La regió té una activitat tectònica important que s'associa amb l'elevació i el desenvolupament de l'Himàlaia de l'avantguarda de Bengala. S'ha observat una zona de debilitat estructural al llarg del curs actual dels rius Ganes-Jamuna-Padma, ja sigui per subducció o d'una falla a la profunditat, L'aprofundiment de la conca de Bengala ha produït enormes acumulacions de sediments que s'han alimentat de l'erosió de l'Himàlaia, amb un gruix de sediment sobre el sol precambrià que augmenta d'uns pocs centenars de metres a la regió de la plataforma a més de 18 km a l'avantguarda de Bengala. al sud. El context tectònic i climàtic per a les grans descàrregues d'aigua i sediments als rius de Bangladesh va ser establert pel continuat enfonsament de la conca de Bengala, combinada amb taxes elevades d'elevació de l'Himàlaia.

## Hidrologia
El Brahmaputra aporta gairebé la meitat dels 40,000 m3/s de mitjana anual del sistema fluvial Ganges-Brahmaputra-Meghna, que el converteix en el tercer sistema fluvial més gran del món per desguàs mitjà anual, similar a l'Orinoco, després de l'Amazones i el Congo, i el segon per quantitat de sediments transportats.
Donades les característiques de la conca, la meteorologia varia molt en funció del punt del recorregut, doncs s'abasta grans diferències en latitud, longitud i altitud, i els Himalaia la divideixen en dues regions climàtiques: Clima de muntanya al nord i Clima monsònic tropical al sud, i travessa sis regions topogràfiques diferents. El gran nivell de desguàs el provoquen precipitacions anuals de pluja i neu estacional que superen els 3.000 mm/any en bona part de la conca, i a la fosa de neu de la seva conca superior que conté molts glaceres de l'Himàlaia Oriental i parts de l'altiplà del Tibet del Sud. La profunditat mitjana del riu és de 30 m i la seva profunditat màxima és de 135 m (a Sadiya).
Durant la temporada del monsó, entre juny i octubre, la quantitat d'aigua que transporta el riu augmenta fins a un 80% i les inundacions, que porten molta càrrega de sediments i baixa a gran velocitat atacant les ribes, son habituals al seu curs inferior, a Bangladesh i al nord-est de l'Índia amb conseqüències catastròfiques, especialment quan els tributaris del Brahmaputra també es sobrecarreguen. La concurrència de les inundacions és del 25% al juny, 35% al juliol i el 37% a l'agost. La desforestació de la conca hidrogràfica de Brahmaputra ha provocat un augment dels nivells de sedimentació, inundacions ràpides i erosió del sòl en hàbitats crítics aigües avall, com el Parc Nacional de Kaziranga, al centre d'Assam. De vegades, les inundacions massives causen grans pèrdues a les collites, la vida i la propietat. Les inundacions periòdiques són un fenomen natural que és ecològicament important perquè ajuda a mantenir els prats de la terra baixa i la fauna associada. Les inundacions periòdiques també dipositen al·luvions frescos, reposant el sòl fèrtil de la vall del riu Brahmaputra. Així, les inundacions, l'agricultura i les pràctiques agrícoles estan estretament relacionades.
Les emissions d'aerosols de sulfats provocades per l'home han provocar una reducció de l'activitat del monsó estiuenc asiàtic (SASM) en la segona meitat del segle xx, però es preveu durant el segle XXI s'intensificarà per l'augment de les emissions de diòxid de carboni i la disminució de la càrrega d'aerosols, i juntament amb el desglaç de les glaceres provocat per l'escalfament global, s'espera que condueixi a una intensificació del cabal del Brahmaputra i major probabilitat d'inundacions.

## Recursos naturals
Els Himalaia son muntanyes joves i els rius que hi naixen duen grans quantitats de sediments, i quan entren en les planes, la seva velocitat baixa i aquests es dipositen, i unit amb un clima favorable i l'aportació d'aigua, fa que les planes del nord de l'Índia siguin extraordinàriament fèrtils.
El riu i els seus afluents proporcionen serveis socials, ecològics, culturals i econòmics importants a més de 60 milions de persones a Bangladesh, el nord-est de l'Índia, Bhutan i el Tibet, Xina, que inclouen el peix (una font principal de proteïnes a la regió), l'aigua per regar moltes varietats d'arròs de temporada que necessiten aigües d'inundació anuals per sobreviure, la deposició de sediment fresc per mantenir les grans illes fluvials habitades (conegudes com chars) i prevenció d'intrusions d'aigua salada des de la badia de Bengala al delta baix de Sundarban. La baixa densitat de població del curs del riu el fan relativament poc contaminat, especialment en comparació amb el Ganges
La major part dels conreus de la conca del Brahmaputra, que és un riu poc contaminat, son de secà, només 0,7, i les aigües del riu estan poc usades per l'home, que les fa servir per al l'aigua de boca, rec, generació d'energia, i transport.

## Presa al Nepal
La Xina preveu la construcció d'una gran presa abans que el riu deixi l'Himalaia, que seria capaç de generar el triple d'electricitat de la presa de les Tres Gorges, la més potent del mon.
La col·locació de la primera pedra va ser a càrrec del primer ministre Li Qiang que va inaugurar les obres el 19 de juliol de 2025.

## Rius de la conca
- Krishnai
- Kulsi
- Saralbhanga
- Halhalia
- Jhanzi
- Jinjiram
- Lakhmia
- Lohit
- Raidak